# Stelmachiwka
Stelmachiwka  (ukr. Стельмахівка) – wieś na Ukrainie, w obwodzie ługanskim, w rejonie swatowskim. W 2022 liczyła 0 mieszkańców.